# 大久保ノブオ
大久保ノブオ（本名：大久保乃武夫）は、ポカスカジャンリーダー、ワハハ本舗座長、芸人、役者、歌手、ラジオDJ。

## 略歴
大学時代ロックバンド「ブルドッグ」を結成して新宿ロフト、渋谷ラ・ママなどのライブハウスで活動中だった1995年、偶然バンド仲間と観たワハハ本舗の舞台に感動し、その場でバンドを解散させ、翌1996年、ポカスカジャンを結成してワハハ本舗に入団。
ポカスカジャンとして、お笑いライブ、演芸場、ロックフェスと幅広い場所でライブ活動する中、2010年にワハハ本舗2代目座長選挙で、観客からの投票で座長に就任。
2008年からは積極的にソロ活動を始め、ノン様の「日記の歌」でのライブ活動、楽曲制作をする中、3枚のシングルと3枚のアルバムを発表。楽曲提供では「ガリガリ君」のCMソングが広く知られている。故郷である長野ではタレントとしてレギュラー番組も多数持っている。

## 芸風
- ポカスカジャンの音楽ネタ。永六輔、アントニオ猪木の物真似。トリオでは、突っ込み担当。ウォッシュボードをバケツに付けて叩くバケツドラム奏者。

## 人物
- 自身が執筆もしてる愛読書「映画秘宝」では、新世代ゾンビ博士と謳われている。

## CD

### ポカスカジャン
- Kおとわざ（1999年9月15日） WAHAHA-0001
- フォーバブルボウズ（谷啓&ポカスカジャン）コレクション（2002年9月19日） SCDC-00215-00216
- ガリガリ君のうた（2003年8月20日） FLCF-7070
- 何かの縁です（2003年9月27日） UD-3004
- 二人のムラサキ東京（2004年7月21日） BVCR-19934
- 熱歌（2005年10月22日） WAHAHA-0002
- キング・オブ・ベスト（2006年6月10日） OTCD-5004
- キング・オブ・ワースト（2006年6月10日） OTCD-5005
- ポカスカジャン・カレンダー 春夏秋冬?春盤『サクラ歌ってもいいですか?』（2008年4月19日） UPSJ-1001
- ポカスカジャン・カレンダー 春夏秋冬?夏盤『エロ祭』（2008年8月23日） UPSJ-1002
- ポカスカジャン・カレンダー 春夏秋冬?冬盤『五兆節』（2009年2月18日） UPSJ-1003
- 酒のチカラ（2014年3月19日）TKCA-74056 高見沢俊彦プロデュース[10]

### ソロ・コラボレーション
- Eye Dont Nose（白井良明+ポカスカジャン）
- 大人の悩みに子供の涙（2006年7月19日） COCP-33644
- ガッツ石松&ポカスカジャン
- OK食堂（2015年4月8日）TKCA-90697[4]

### 大久保ノブオソロ
- シングル
  - 老犬（2013年4月26日）　WAHAHA-0006
  - 最後に君を抱きしめる（2016年5月25日）WAHAHA-0009
  - ラストラン（2017年7月12日）　WAHAHA-0013
- アルバム
  - ノン様の『日記の歌』（2009年10月9日） WAHAHA-0004
  - ノン様の『日記の歌』2（2011年2月11日） WAHAHA-0005
  - ノン様の『日記の歌』3（2016年11月9日）　WAHAHA-0011

## 楽曲提供
- ガリガリ君のうた（赤城乳業アイス「ガリガリ君」CMソング）
- パンパパ・パン（NHK『おかあさんといっしょ』2012年5月のうた）ただし、実際には大部分を中山省吾が作曲している。
- なぞのしみ（キッズステーション、2008年5月のうた）
- 超ガリガリ君のうた!!（2008年、赤城乳業アイス「ガリガリ君」CMソング）
- サッポロ飲料「リボンシトロン」（北海道限定TVCM）
- 資生堂「uno」（2000年、ラジオCM）
- 会いに来た南知多（愛知県知多郡南知多町観光イメージソング）この歌のプロモーションビデオには南知多町観光釣り大使岩月大地、石川瞬間（ファッションモデル・調理師）、森友二（ファッションモデル・美容師）の3名が出演。会いに来た南知多：男の友情編としてテレビ愛知のTVCMの他、YouTubeでも配信されている。

## 出演

### テレビ
- 森田一義アワー 笑っていいとも!
- EXILE魂
- 坂崎幸之助のお台場フォーク村デラックス
- 笑点
- たけしの誰でもピカソ
- 桂三枝の演芸図鑑
- 笑いがいちばん
- 金曜バラエティー
- ヒミツのちからんど
- GO!GO!EIGO
- ハッピー!クラッピー
- アッコとマチャミの新型テレビ
- あなたの街で夢コンサート
- アッコにおまかせ!
- 5時に夢中!
- 赤坂BLITZ寄席
- 年越し雑学王
- シンボルず
- タモリ倶楽部
- ものまねバトル
- おはスタ
- お笑いサバイバル
- みんなDEどーもくん!

### ラジオ
- 路上魂
- 高田文夫のラジオビバリー昼ズ
- OLEっち
- オールナイトニッポンR
- 大竹まこと ゴールデンラジオ!
- ライブハウス・R-1
- キャンパス寄席
- エンタマン
- 坂崎さんの番組という番組
- ラジモ!
- ふくわうち 月曜パーソナリティ（2020年4月 - 2023年3月、SBSラジオ）
- ラジオのんちん倶楽部～昭和40年代生まれの男(オレ)たち～（2022年10月 - 、SBCラジオ）

### 映画
- 『すずらん 〜少女萌の物語〜』（2000年）
- アイデン&ティティ（2003年）
- PASSION MANIACS マニアの受難（2006年）

### ドラマ
- 日向夢子調停委員事件簿（2004年3月12日放送）
- 孤独のグルメ Season6 第2話    （2017年4月15日、テレビ東京）  - 中年(8) 役

### ビデオ
- ウルトラセブン 太陽の背信（1998年8月5日発売）- 若者 役